# Šílený Max 2 – Bojovník silnic
Šílený Max 2 – Bojovník silnic (anglicky Mad Max 2, The Road Warrior, nebo Mad Max 2: The Road Warrior) je australský postapokalyptický akční sci-fi film George Millera z roku 1981, v hlavní roli s Melem Gibsonem. Představuje druhý díl série a navazuje na film Šílený Max (1979), se kterým má společného hlavního hrdinu Maxe Rockatanského, bývalého policistu, jehož žena a dítě byli v prvním díle zabiti gangem motorkářů. Film si získal pozornost hlavně tíživou atmosférou, extravagantními kostýmy hlavních hrdinů i motorkářů a zajímavě upravenými dopravními prostředky.

## Herecké obsazení
| Mel Gibson      | Max Rockatansky, bývalý policista, kterému v minulosti motorkářský gang zabil rodinu a on se pomstil a zahořkl                                                                       |
| Bruce Spence    | Gyro-kapitán, pilot vírníku, který se rozhodne zůstat v komunitě |
| Emil Minty      | zvlčilý kluk, žije poblíž rafinérie |
| Michael Preston | Pappagello, vůdce rafinerské komunity |
| Virginia Hey    | bojovnice z komunity, zpočátku Maxovi nevěří |
| Kjell Nilsson   | Humungus, charismatický a rétoricky nadaný vůdce motorizovaných nájezdníků, „ajatolláh rock´n rollu“, „bojovník pustiny“, „král a pirát“; jeho tvář je vždy zakryta hokejovou maskou |
| Vernon Wells    | Wez, pravá ruka Humunguse, jezdí na motocyklu se svým milencem, subtilním blonďákem (dokud ten není zabit zvlčilým klukem)                                                           |
| Max Phipps      | Toadie, člen komunity |
| Arkie Whiteley  | dívka, kterou si oblíbí Gyro-kapitán a chce s ní odletět do bezpečí |
| Moira Claux     | Rebecca, starší žena z komunity |
| David Downer    | Nathan, člen komunity, který byl vyslán, aby nalezl tahač, byl přitom smrtelně zraněn gangem Humunguse                                                                               |

## Děj
Příběh se odehrává v nejmenované blízké budoucnosti několik let po prvním díle v australské poušti, kde svět zachvátila ničivá jaderná válka o zbývající zdroje jako je ropa a voda, jak informuje diváka v úvodu vypravěč. Hlavní hrdina Max Rockatansky je desperát z před-apokalyptických dob potulující se australskou pustinou v upraveném stíhacím speciálu V-8 Pursuit (který řídil i v závěru prvního dílu) a snaží se přežít z toho, co najde. Ozbrojen zkrácenou brokovnicí, jejíž náboje jsou vzácné, jej na této bezcílné cestě doprovází pouze malý australský honácký pes.
Poté, co na silnici odrazí útok několika ozbrojenců vedených motorkářem Wezem, Max si přečerpá palivo z jednoho z jejich havarovaných automobilů. Později narazí poblíž na osamocený vírník. Ten hlídá ukrytý Gyro-kapitán. Max jej s pomocí svého psa přemůže. Výměnou za svůj život ho Gyro-kapitán vezme na místo, kde se nachází malá rafinérie ropy. Z blízkého pahorku oba vidí rafinérii obléhanou gangem motorizovaných banditů vedených Humungem, mužem se svalnatým tělem a hokejovou maskou na obličeji, ale přesto s poměrně inteligentním vystupováním. Humungus se prohlásil za krále pustiny, jeho požadavkem je vydání rafinérie do jeho rukou, za to slibuje osadníkům možnost odejít přes jeho území pryč. Ropa je nejcennější surovina postapokalyptického světa.
Osadníci se předtím pokusili prorazit s několika vozy blokádu, aby našli tahač. Posádky jsou chyceny a povražděny. Maxovi se podaří dopravit zraněného muže z jednoho automobilu do osady výměnou za benzín. Muž však umírá dříve než stačí před ostatními jejich dohodu potvrdit. Jediná možnost, jak od osadníků získat cennou surovinu, je uzavřít jinou dohodu: Max má přivést tahač Mack, který viděl nedaleko na silnici a který osadníci potřebují na odtažení cisterny s benzínem. Komunita se chce totiž přestěhovat na pobřeží a založit tam novou osadu. Benzínu už má dost, chce ho vzít sebou a k tomu potřebuje tahač. Max tedy neochotně souhlasí.
Maxovi se podaří tahač dopravit do rafinerie a dostane slíbený benzín a také další nabídku: má řídit cisternu při útěku před gangem Humunguse potažmo zůstat s ostatními jako člen komunity. Max ale nechce zůstat a tak odmítá a odjíždí svým vozem pryč, je ale dostižen a vytlačen Humungusovými lidmi ze silnice. Jeho auto vybuchne (Maxův bezpečnostní systém proti odcizení benzínu), motorkáři ho považují za mrtvého a odjíždějí zpátky k rafinérii. Max pomalu umírá v poušti, dokud ho nezachrání Gyro-kapitán (který se přidal ke komunitě) se svým vírníkem.
Bez vlastního auta přijímá Max nabídku (ačkoli je vážně zraněn) a souhlasí, že s cisternou projede přes obležení banditů. Brzy ráno vyráží Max s opevněnou cisternou s několika obránci pryč z osady, zatímco osadníci ujíždějí opačným směrem v autobusu a dalších vozech. Krátce potom je osada zničena výbuchem. Po divoké honičce, při které zemře vůdce banditů i Pappagallo se cisterna převrhne a vysype se z ní bezcenný písek. Byla to léčka na odlákání pozornosti. Vůdce osadníků Pappagallo správně předpokládal, že veškerá pozornost útočníků se soustředí na zastavení cisterny. Díky tomu mohli ostatní nepozorovaně odjet i s benzínem v sudech v autobusu pryč.
V závěrečném epilogu vzpomíná vypravěč na Maxe, kterého přezdívá Bojovník silnic a odhalí, že byl jedním z osadníků (zvlčilý chlapec), kteří mu vděčí za svůj život.

## Citáty
„Jestli jsi měl dohodu, měl jsi ji s ním. A s ním i zemřela.“ (vůdce rafinérie Pappagallo k Maxovi)

## Soundtrack
1. "Montage/Main Title" – 4:53
2. "Confrontation" – 2:32
3. "Marauders' Massacre" – 3:13
4. "Max Enters Compound" – 4:08
5. "Gyro Saves Max" – 3:55
6. "Break Out" – 3:26
7. "Finale and Largo" – 5:06
8. "End Title" – 3:19
9. "SFX Suite" – 4:36